# Santa Maria Ausiliatrice in via Tuscolana (diaconia)
Santa Maria Ausiliatrice in via Tuscolana (in latino Diaconia Sanctae Mariae Auxiliatricis in via Tuscolana) è una diaconia istituita da papa Paolo VI il 7 giugno 1967 con la costituzione apostolica Ad gubernacula christianae.
La diaconia insiste sulla basilica di Santa Maria Ausiliatrice nel quartiere Tuscolano, parrocchia eretta nel 1932 ed affidata ai Salesiani.

## Cronotassi dei titolari
- Francesco Carpino, titolo pro illa vice (26 giugno 1967 - 27 gennaio 1978 nominato cardinale vescovo di Albano)
- Giuseppe Caprio (30 giugno 1979 - 26 novembre 1990 nominato cardinale presbitero di Santa Maria della Vittoria)
- Pio Laghi (28 giugno 1991 - 26 febbraio 2002 nominato cardinale presbitero di San Pietro in Vincoli)
- Tarcisio Bertone, S.D.B., titolo pro illa vice (21 ottobre 2003 - 10 maggio 2008 nominato cardinale vescovo di Frascati)
- Paolo Sardi (20 novembre 2010 - 13 luglio 2019 deceduto)
- Ángel Fernández Artime, S.D.B., dal 30 settembre 2023